# Mascotte paralympique
Pour un article plus général, voir Symboles paralympiques.
La mascotte paralympique est une mascotte symbolisant une édition particulière des Jeux paralympiques et plus généralement l'esprit des Jeux paralympiques. À l'instar des mascottes olympiques, elle se présente sous les traits d'un animal caractéristique du pays hôte, d'un humain ou même d'une créature imaginaire. La mascotte paralympique est créée en vue d'être le reflet et l'ambassadrice du pays et de la ville qui accueillent les Jeux paralympiques.
Depuis les Jeux paralympiques d'été de 1980, chaque édition des Jeux paralympiques s'est dotée d'une ou plusieurs mascotte.
Les mascottes sont typiquement des animaux indigènes de la région où les Jeux ont lieu, ou sont basées sur des humains et des créatures imaginaires. Ils sont souvent le reflet de la culture et de l'histoire de la région, et beaucoup ont été également conçus pour incarner les idéaux du Mouvement paralympique.

## Jeux paralympiques d'été
| Jeux paralympiques d'été | Lieu                                               | Image | Noms                             | Remarque                                                   |
| ------------------------ | -------------------------------------------------- | ----- | -------------------------------- | ---------------------------------------------------------- |
| 1980                     | Arnhem, Pays-Bas                                   |       | Les Squirrels les écureuils      |                                                            |
| 1984                     | New York, États-Unis Stoke Mandeville, Royaume-Uni |       | Dan D. Lion le lion              |                                                            |
| 1988                     | Séoul, Corée du Sud                                |       | Les Gomdoori les ours            |                                                            |
| 1992                     | Barcelone, Espagne                                 |       | Petra                            | C'est la première mascotte à ne pas être un animal.        |
| 1996                     | Atlanta, États-Unis                                |       | Blaze le phœnix                  | Le phœnix est le symbole d'Atlanta.                        |
| 2000                     | Sydney, Australie                                  |       | Lizzy le lézard à collerette     |                                                            |
| 2004                     | Athènes, Grèce                                     |       | Proteas l'hippocampe             |                                                            |
| 2008                     | Pékin, Chine                                       |       | Fu Niu Lele la vache multicolore |                                                            |
| 2012                     | Londres, Royaume-Uni                               |       | Mandeville                       | Son nom est une référence à l'hôpital de Stoke Mandeville. |
| 2016                     | Rio de Janeiro, Brésil                             |       | Tom                              |                                                            |
| 2020                     | Tokyo, Japon                                       |       | Someity                          |                                                            |
| 2024                     | Paris, France                                      |       | La Phryge paralympique           | Bonnet phrygien anthropomorphe                             |
| 2028                     | Los Angeles, États-Unis                            |       | Annonce prévue en 2026           |                                                            |
| 2032                     | Brisbane, Australie                                |       | Annonce prévue en 2030           |                                                            |

## Jeux paralympiques d'hiver
| Jeux paralympiques d'hiver | Lieu                            | Image               | Noms                                | Remarque                              |
| -------------------------- | ------------------------------- | ------------------- | ----------------------------------- | ------------------------------------- |
| 1992                       | Tignes-Albertville, France      |                     | Alpy le sommet de la Grande Motte   |                                       |
| 1994                       | Lillehammer, Norvège            |                     | Sondre le troll                     |                                       |
| 1998                       | Nagano, Japon                   |                     | Parabbit le lapin                   |                                       |
| 2002                       | Salt Lake City, États-Unis      |                     | Otto la loutre                      |                                       |
| 2006                       | Turin, Italie                   |                     | Aster le flocon de neige            |                                       |
| 2010                       | Vancouver, Canada               | (première à gauche) | Sumi l'oiseau-tonnerre              | Inspiré de la mythologie amérindienne |
| 2014                       | Sotchi, Russie                  |                     | Rayon de lumière et Flocon de neige |                                       |
| 2018                       | Pyeongchang, Corée du Sud       |                     | Bandabi l'ours noir d'Asie          |                                       |
| 2022                       | Pékin, Chine                    |                     | Shuey Rhon Rhon, l'enfant-lanterne  |                                       |
| 2026                       | Milan-Cortina d'Ampezzo, Italie |                     | Milo, le furet                      |                                       |
| 2030                       | Alpes françaises, France        |                     | Annonce prévue en 2028              |                                       |
| 2034                       | Salt Lake City, États-Unis      |                     | Annonce prévue en 2032              |                                       |